# Reprezentacja Francji w skokach narciarskich
Reprezentacja Francji w skokach narciarskich – grupa skoczków narciarskich wybrana do reprezentowania Francji w międzynarodowych zawodach przez Francuski Związek Narciarski (Fédération Française de Ski).

## Kadra na sezon 2025/2026
Do reprezentacji powołano 3 skoczkinie i 8 skoczków, w tym reprezentującego do tej pory Austrię Louisa Obersteinera. Trenerami kadr pozostali Nicolas Dessum u mężczyzn i Damien Maitre u kobiet.

### Mężczyźni
Kadra A
- Jules Chervet
- Valentin Foubert
- Enzo Milesi
- Louis Obersteiner
- Ari Repellin

Kadra B
- Alessandro Batby
- Julien Gay
- Faustin Moureaux

### Kobiety
Kadra A
- Emma Chervet
- Joséphine Pagnier

Kadra B
- Marie Thomas Couturaud

## Kadra na sezon 2024/2025
Do reprezentacji powołano 8 skoczków i 3 skoczkinie, w obu przypadkach podzielonych na dwie kadry. Spośród członków męskiej kadry B tylko jeden otrzymał pełen status kadrowicza.

### Mężczyźni

#### Kadra narodowa
- Trener: Nicolas Dessum
- Zawodnicy:
  - Jules Chervet
  - Valentin Foubert
  - Enzo Milesi

#### Kadra B
- Trener: Yoann Morel
- Zawodnicy:
  - Ari Repellin (pełen status)
  - Alessandro Batby
  - Julien Gay
  - Faustin Moureaux
  - Sebastién Woodbridge

### Kobiety

#### Kadra narodowa
- Trener: Damien Maitre
- Zawodniczki:
  - Emma Chervet
  - Joséphine Pagnier

#### Kadra B
- Trener: Tanguy Bosmorin
- Zawodniczka:
  - Lilou Zepchi

## Kadra na sezon 2023/2024
Trenerem kadry męskiej został Nicolas Dessum, a szkoleniowcem kobiet pozostał Damien Maitre.

### Mężczyźni
Kadra seniorska
- Alessandro Batby
- Jules Chervet
- Valentin Foubert
- Enzo Milesi

Kadra młodzieżowa
- Julien Gay
- Faustin Moureaux
- Ari Repellin

### Kobiety
Kadra seniorska
- Julia Clair
- Joséphine Pagnier

Kadra młodzieżowa
- Emma Chervet
- Lilou Zepchi

## Kadra na sezon 2022/2023
W kadrach znalazło się 4 mężczyzn i 5 kobiet.

### Mężczyźni
Kadra B
- Mathis Contamine
- Valentin Foubert

Kadra juniorów
- Enzo Milesi
- Jules Chervet

### Kobiety
Kadra A
- Julia Clair
- Joséphine Pagnier

Kadra B
- Emma Chervet
- Lilou Zepchi

Kadra juniorek
- Lexane Durand Poudret

## Kadra na sezon 2021/2022
W składzie reprezentacji znalazło się 7 mężczyzn i 4 kobiety.

### Mężczyźni
Kadra B
- Alessandro Batby
- Mathis Contamine
- Valentin Foubert
- Jonathan Learoyd
- Jack White

Kadra juniorów
- Enzo Milesi
- Jules Chervet

### Kobiety
Kadra A
- Julia Clair
- Joséphine Pagnier

Kadra B
- Océane Avocat Gros

Kadra juniorek
- Lilou Zepchi

## Kadra na sezon 2020/2021
Powołano sześcioosobową kadrę męską i czteroosobową kobiecą.

### Mężczyźni
Kadra B
- Mathis Contamine
- Jonathan Learoyd

Kadra juniorów
- Alessandro Batby
- Valentin Foubert
- Enzo Milesi
- Jack White

### Kobiety
Kadra A
- Julia Clair
- Joséphine Pagnier

Kadra B
- Océane Avocat Gros
- Lucile Morat

## Kadra na sezon 2019/2020
W kadrach męskich i kobiecych znalazło się po pięcioro zawodników.

### Mężczyźni
Kadra B
- Mathis Contamine
- Jonathan Learoyd

 Kadra młodzieżowa
- Alessandro Batby
- Valentin Foubert
- Jack White

### Kobiety
Kadra A
- Joséphine Pagnier

Kadra B
- Océane Avocat Gros
- Julia Clair
- Léa Lemare
- Lucile Morat

## Kadra na sezon 2018/2019
W sezonie 2018/2019 wśród mężczyzn nie powołano kadry A.

### Mężczyźni

#### Kadra B
- Trener: Nicolas Bal
- Zawodnicy:
  - Paul Brasme
  - Jonathan Learoyd
  - Thomas Roch Dupland

#### Kadra juniorów
- Trener: Nicolas Dessum
- Zawodnicy:
  - Alessandro Batby
  - Mathis Contamine

### Kobiety

#### Kadra A
- Trener: Damien Maitre
- Zawodniczki:
  - Léa Lemare
  - Lucile Morat

#### Kadra B
- Trener: Alexandre Mougin
- Zawodniczki:
  - Océane Avocat Gros
  - Julia Clair
  - Romane Dieu
  - Joséphine Pagnier
  - Océane Paillard

## Kadra na sezon 2017/2018
W sezonie olimpijskim zostały powołane zarówno 3 kadry męskie jak i żeńskie. Trenerem kadry męskiej pozostaje Gérard Colin..

### Mężczyźni

#### Kadra A
- Vincent Descombes Sevoie
- Jonathan Learoyd

#### Kadra B
- Paul Brasme
- Ronan Lamy Chappuis
- Thomas Roch Dupland

#### Kadra juniorów
- Mathis Contamine

### Kobiety

#### Kadra A
- Julia Clair
- Léa Lemare
- Lucile Morat

#### Kadra B
- Océane Avocat Gros
- Romane Dieu
- Coline Mattel
- Joséphine Pagnier

#### Kadra juniorek
- Océane Paillard

## Kadra na sezon 2016/2017
Powołano cztery kadry męskie i trzy kobiece. Na stanowisko trenera kadry A pozostał Gérard Colin poprowadzi on również kadrę B oraz pierwszą kadrę juniorską.  Drugą kadrę juniorską poprowadzi duet trenerski składający się z Nicolasa Bala i Nicolasa Dessuma. Zmiana nastąpiła na stanowisku trenera kadry kobiet Frédérica Zoza zastąpi Damien Maitre, który poprowadzi wszystkie kadry kobiece..

### Mężczyźni

#### Kadra A
zawodnik:
- Vincent Descombes Sevoie

#### Kadra B
zawodnicy:
- Ronan Lamy Chappuis
- Paul Brasme

#### 1 Kadra juniorska
zawodnicy:
- Noélic Revilliod Blanchard
- Thomas Roch Dupland

trener główny: Gérard Colin
asystent trenera: Robert Thetinger

#### 2 Kadra juniorska
trenerzy: Nicolas Dessum i Nicolas Bal
zawodnicy:
- Mathis Contamine
- Jonathan Learoyd

### Kobiety

#### Kadra A
zawodniczka:
- Julia Clair

#### Kadra B
zawodniczki:
- Léa Lemare
- Coline Mattel

#### Kadra juniorska
zawodniczki:
- Océane Avocat Gros
- Romane Dieu
- Lucile Morat

trener główny: Damien Maitre

## Kadra na sezon 2015/2016
Powołano dwie kadry męskie i jedną kobiecą. Na stanowisko trenera kadry narodowej pozostał Gérard Colin. Kadrę juniorską prowadzi duet trenerski składający się z Nicolasa Bala i Nicolasa Dessuma, a w kadrze kobiet pozostał Frédéric Zoz.

### Mężczyźni

#### Kadra narodowa
trener główny: Gérard Colin
asystent trenera: Robert Thetinger
zawodnicy:
- Vincent Descombes Sevoie
- Ronan Lamy Chappuis

#### Kadra juniorska
trener: Nicolas Dessum
zawodnicy:
- Paul Brasme
- Arthur Royer
- Thomas Roch Dupland
- Noélic Revilliod Blanchard

trener: Nicolas Bal
zawodnicy:
- Luc Claret Tournier
- Jérémy Pointu
- Guillaume Rabaut

### Kobiety

#### Kadra narodowa
trener główny: Frédéric Zoz
zawodniczki:
- Julia Clair
- Léa Lemare
- Coline Mattel
- Océane Avocat Gros

## Kadra na sezon 2014/2015
Powołano dwie kadry męskie i jedną kobiecą. Na stanowisko trenera kadry A powołany został Gérard Colin, który zastąpił Matjaža Zupana. Jego asystentem został Robert Thetinger. Kadrę młodzieżową objął duet trenerski składający się z Nicolasa Bala i Nicolasa Dessuma, a do kadry kobiet powołano Frédérica Zoza i Alexandre Lazzaroniego.

### Mężczyźni

#### Kadra A (Puchar Świata)
trener główny: Gérard Colin
asystent trenera: Robert Thetinger
zawodnicy:
- Vincent Descombes Sevoie
- Ronan Lamy Chappuis
- Nicolas Mayer

#### Kadra młodzieżowa (Puchar Kontynentalny)
trenerzy: Nicolas Bal, Nicolas Dessum
zawodnicy:
- Arthur Royer
- Jérémy Pointu

### Kobiety

#### Kadra A (Puchar Świata)
trenerzy: Frédéric Zoz, Alexandre Lazzaroni
zawodniczki:
- Océane Avocat Gros
- Julia Clair
- Marie Hoyau
- Léa Lemare
- Coline Mattel

## Kadra na sezon 2013/2014
W kadrze męskiej znalazło się trzech zawodników w trzech kadrach, a w kobiecej trzy zawodniczki w jednej kadrze.

### Mężczyźni
trener: Matjaž Zupan

#### Kadra A
- Vincent Descombes Sevoie

#### Kadra B
- Ronan Lamy Chappuis

#### Kadra młodzieżowa
- Benjamin Raffort

### Kobiety
trener: Jaques Gaillard

#### Kadra A
- Julia Clair
- Léa Lemare
- Coline Mattel

## Kadra na sezon 2011/2012
Kadra:

### Mężczyźni

#### Kadra A
trener: Matjaž Zupan
asystent trenera: Frédéric Zoz
zawodnicy:
- Emmanuel Chedal
- Vincent Descombes Sevoie

#### Kadra B
zawodnicy:
- Alexandre Mabboux
- Nicolas Mayer
- David Viry

#### Kadra juniorów
trener: Nicolas Dessum
zawodnicy:
- Nicolas Gonthier
- Ronan Lamy Chappuis
- Benjamin Raffort

### Kobiety

#### Kadra A
trener: Jacques Gaillard
zawodniczki:
- Coline Mattel

#### Kadra B
zawodniczki:
- Caroline Espiau

#### Kadra juniorów
zawodniczki:
- Julia Clair
- Léa Lemare

## Kadra na sezon 2010/2011
Od 2010 roku trenerem kadry francuskich skoczków został Francuz Julien Eybert Guillon, który zastąpił na tym stanowisku Pekkę Niemelä. Asystentem trenera pozostał Frédéric Zoz. Trenerem kadry juniorskiej pozostał Nicolas Dessum. W kadrze A znajdowało się dwóch zawodników. David Lazzaroni został przeniesiony z kadry A do B. 

### Kadra A
trener: Julien Eybert Guillon
asystent trenera: Frédéric Zoz
zawodnicy:
- Emmanuel Chedal
- Vincent Descombes Sevoie

### Kadra B
zawodnicy:
- David Lazzaroni
- Alexandre Mabboux
- Nicolas Mayer

### Kadra juniorów
trener: Nicolas Dessum
zawodnicy:
- Nicolas Gonthier
- Ronan Lamy Chappuis
- Benjamin Raffort

## Kadra na sezon 2009/2010
Od 2006 do 2010 roku trenerem reprezentacji Francji w skokach narciarskich był Fin Pekka Niemelä. Jego asystentem w sezonie 2009/2010 był Frédéric Zoz, natomiast kadrą juniorów zajmował się Nicolas Dessum. 

### Kadra A
trener: Pekka Niemelä
asystent trenera: Frédéric Zoza
zawodnicy:
- Emmanuel Chedal
- Vincent Descombes Sevoie
- David Lazzaroni

### Kadra juniorów
trener: Nicolas Dessum
zawodnicy:
- Ronan Lamy Chappuis
- Alexandre Mabboux
- Nicolas Mayer
- Benjamin Raffort
- Julien Dorme
- Jordan Taillard

## Inni skoczkowie francuscy

### Skoczkowie reprezentujący Francję dawniej
- Louis Albert
- Kléber Balmat
- Benjamin Bourqui
- Régis Charlet
- Emmanuel Chedal
- Nicolas Dessum
- Florentin Durand
- Jérôme Gay
- Claude Jean-Prost
- David Lazzaroni
- Arsène Lucchini
- Alain Macle
- Damien Maitre
- Didier Mollard
- André Monnier
- Jean Monnier
- Martial Payot
- Richard Rabasa
- Gilbert Ravanel
- Maxime Remy
- Régis Rey
- Rémi Santiago
- Florian Treves
- Yoann Morel
- Pierre Emmanuel Robe

## Trenerzy
- Alois Lipburger (1985–1986?)[18]
- Christian Remy (1985–1987)[19]
- Gérard Colin?
- Franck Salvi (1988/1990–1998)
- Christian Remy (1994–1999)
- Heinz Koch (2000–2003)
- Christian Remy (2003–2006)
- Pekka Niemelä (2006–2010)
- Julien Eybert Guillon (2010–2011)
- Matjaž Zupan (2011–2014)
- Gérard Colin (2014–2018)
- Nicolas Bal (2018–2020)
- David Jiroutek (2020–2022)
- Franck Salvi (2022–2023)
- Nicolas Dessum (od 2023)